# 新川 (江戸川区)
新川（しんかわ）は、東京都江戸川区を流れる利根川水系の一級河川である。中川と旧江戸川を結ぶ人工河川である。江戸時代には船堀川や行徳川とも呼ばれていた。

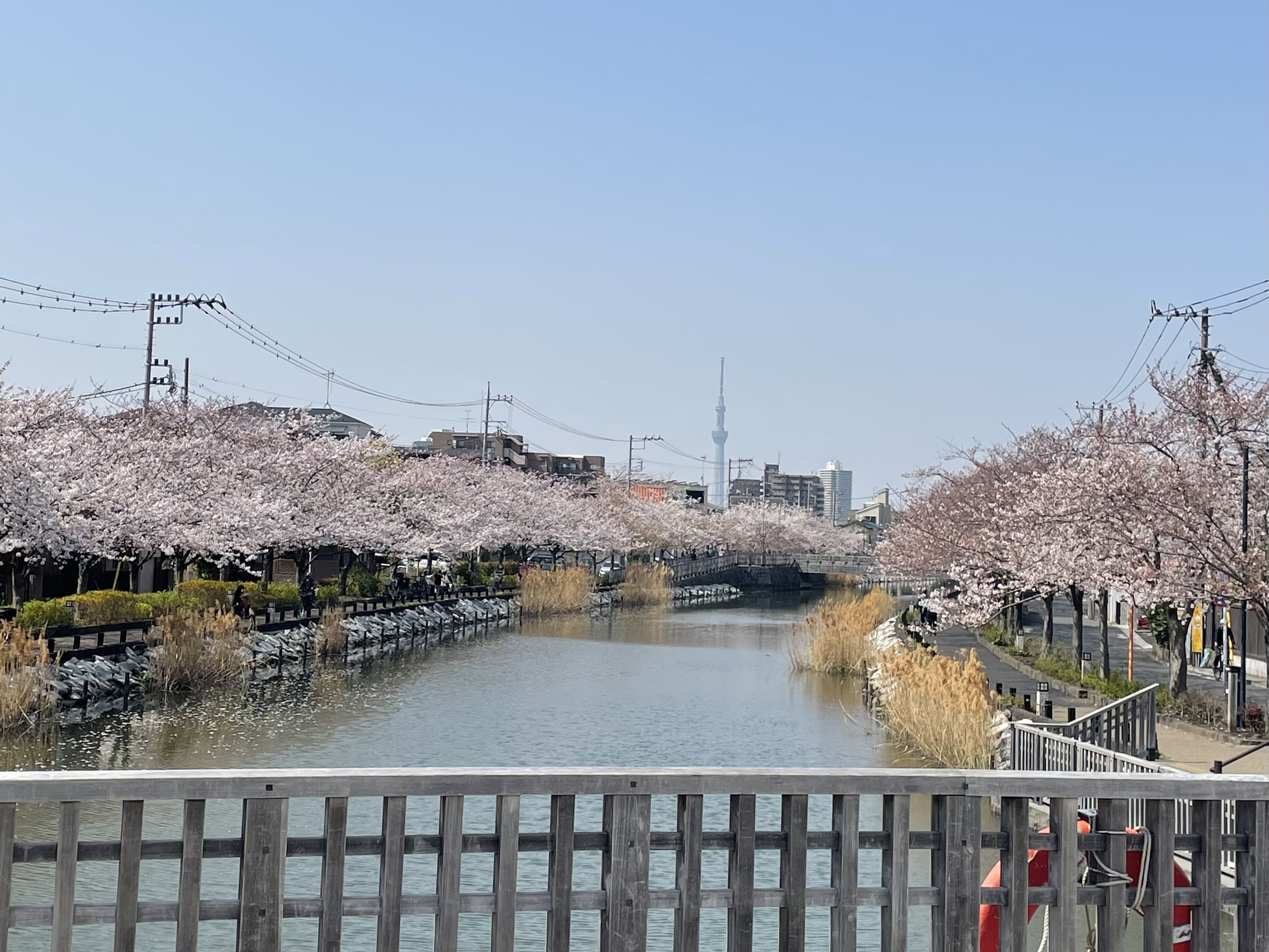
新川（桜橋から）

## 歴史

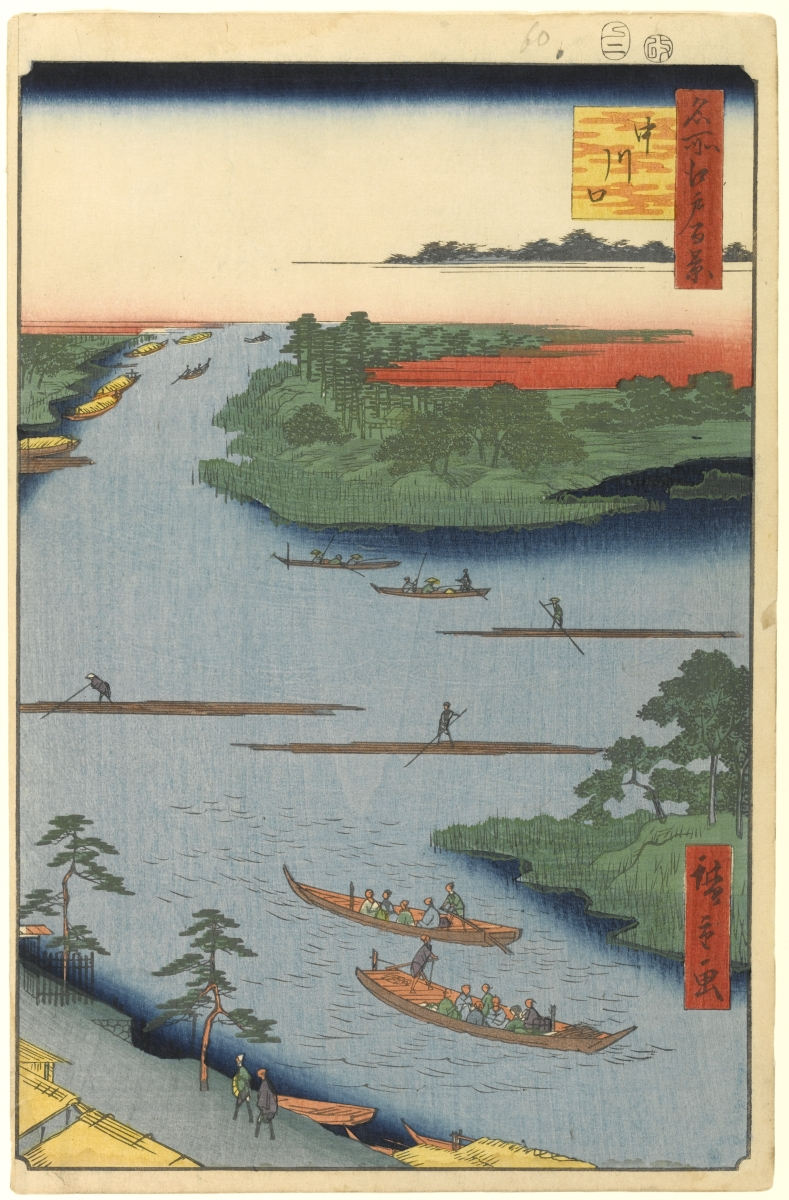
名所江戸百景「中川口」

新川は江戸時代に「古川」の流路を一部変更して出来た運河である。古川は古くからある自然の川で、東側は蛇行しており河川交通には不便だった。1590年（天正18年）に徳川家康が江戸に入府すると、1594年（文禄3年）に利根川東遷事業を開始し、河川の改造を始めた。1600年（慶長5年）、関ヶ原の戦いに向かう家康を乗せた船が古川を通過したようであり、その際に座礁したという説もあるらしい。江戸幕府が成立すると、1629年（寛永6年）に三角渡し（現在の三角橋）以東を開削して、水路を直線化する工事を行った。最初の目的は行徳塩田の塩を江戸に運ぶことだったが、1632年（寛永9年）からは貨客船の「行徳船」が就航し、近郊の農村の野菜や成田参詣の客なども運ぶようになった。その後、利根川を経由する航路が整備され、新川を経由し小名木川を通って江戸に向かうルートは、東北地方の年貢米などが運ばれる水運の大動脈になった。旧江戸川の方が水位が高く無風時に船は遡れなかった為か、新川の川岸には味噌・醤油・酒を売る店や「ごったく屋」と呼ばれる料理屋が出来て、曳船する業者も居て賑わったと言う。
明治時代になると利根運河が完成し、蒸気船が運航を始めた。最初に登場したのは長距離路線で、内国通運会社の「通運丸」や「利根川丸」が東京 - 銚子間を一日2往復18時間で結び、成田参詣の客に人気となった。しかし1895年（明治28年）に成田山の近くの佐倉まで総武鉄道が開通すると客を奪われ、1919年（大正8年）に廃止された。次に登場したのは短距離路線で、「通船」と呼ばれる小型の乗合蒸気船が運航を始めて、浦安と江東区の高橋の間を往復した。
昭和に入ると荒川放水路が完成し、新川は姿を変えていった。1930年（昭和5年）までは、新川は東大島駅の南側にある旧中川まで流れていたが、西側の約1キロメートルが水没した。1928年（昭和3年）に葛西橋、1940年（昭和15年）に浦安橋が完成し、時代は徐々に陸上交通に移っていったが水運は維持され、東に大きく流れを変えた中川と荒川の合流部には船堀閘門が設けられた。これは小名木川閘門（現・荒川ロックゲート）のほぼ対岸の中堤にあったと言われている。
新川は葛西地区を水害から守ってきた存在である。1947年（昭和22年）9月に関東地方を襲ったカスリーン台風は上流部に大洪水を引き起こし、江戸川区はほぼ全域が浸水した。しかし洪水は新川で食い止められ葛西地区は浸水を免れた。ところがその後、南関東ガス田の採掘業者が西葛西や南葛西で１日に２万トンも地下水を汲み上げた為か、急激な地盤沈下が起こり、堤防が危険な状態になってしまった。1971年（昭和46年）9月には、西水門がメーカーの設定ミスや東京都の運営ミス、整備不良により突如開いて、異常潮位現象で増水した川の水が一気に流れ込み、約700戸が被害を受ける事故が起きた。その為か新川は東西の両端を水門で閉鎖し、東水門から導水して西水門から排水することで水位を低下させ一定に保つようにした。新川は運河としては使用されなくなり、船堀閘門も1979年（昭和54年）に閉鎖された。
1992年（平成4年）から東京都による護岸工事・耐震工事が続いており、新川の地下には日本初の河川地下駐車場である新川地下駐車場が作られた。2007年（平成19年）までに新川橋以東の2kmが完成し、西側区間の工事は2013年（平成25年）まで行われる予定で、さらに江戸川区の「新川千本桜」計画も進んでいる。この計画は新川に1000本の桜並木を植えて、江戸時代の木橋や石積み護岸を再現したテーマパーク的な遊歩道を作り、カフェや地域交流センター（屋外和船ミュージアム）を建てて、はとバスツアーを誘致するという計画である。2010年に「新川西水門広場」が完成し、モニュメントとして15.5メートルの「火の見やぐら」が建てられた。一方で計画の予算額は約80億円に及び、2011年に見直しが行われ、人道橋と地域交流センターの数が削減された。

## 支流
古川流路変更された江戸時代以前の船堀川の本流である。天然の川であるため、新川と比べると蛇行している。1973年（昭和48年）に日本初の親水公園となり、古川親水公園として整備された。
境川西一之江村と東一之江村の境を流れる川で、中世から存在したようである。戦後、江戸川区により一之江境川親水公園として整備された。

## かつての分流
三角川新川橋から現在の葛西三角通りを南下し、共栄橋を経て葛西駅前郵便局付近で東に流れを変えて、第二葛西小学校に至る分流である。左近川とも水路で繋がっていたようである。
法蓮寺川新渡橋から現在の宇喜田通りを経て、十八軒川（新田仲町通り）に至る分流である。川から西側一帯に広がっていた用水路が道路となり、現在の宇喜田町や北葛西の区画を形作っているようである。
宇喜田川宇喜田橋の西側から宇喜田川公園を経由し、現在の棒茅場通り（ぼうしばどおり）に沿って南下した後、旧中川の河口（清砂大橋の北）に向かって流れていたが、荒川放水路の建設により大部分が水没した。
十八軒川宇喜田川から葛西中央通りに至る、現在の新田仲町通りを流れていた分流である。台風などで氾濫しやすく、戦後はゴミ捨て場になっていた為、江戸川区の単独事業で埋め立てを行った。1957年5月に第一期工事が完成し、1960年末に第二期工事が完成した。埋め立て費用を捻出するために、3分の1を宅地として売り出したので、道路は本来の川幅より狭いのかもしれない。

## 橋梁
新川には2013年現在、大小合わせて14本の橋がかけられている。最も古い橋は1916年に開通した新川橋で、最も大きな橋は自動車専用の新川大橋である。200x年代に入り、補助線街路290号線（葛西中央通り）の延伸に伴い三角橋が架橋され、「新川千本桜」計画に伴い６本の歩行者専用の人道橋と広場橋が整備された。今後、新たに補助289号線の延伸と人道橋３本の架橋が予定されている。以下で新川の橋梁を東から列挙し、人道橋と広場橋をインデントして記載する。
- 新川口橋
- 補助289号線（予定）[10]
  - 人道橋７（予定）[10]
  - 花見橋（広場橋型）[11]
- 新川大橋（東京都道318号環状七号線）
  - 人道橋６（予定）[10]
- 新川橋（1916年4月開通）[12]
- 三角橋（2000年2月開通）
  - 桜橋（広場橋型）[11]
  - 小江戸橋[11]
- 新渡橋（1969年11月開通）[9]
  - 人道橋３（予定）[10]
  - 忍者橋[11]
- 宇喜田橋（1957年9月開通）[9]
  - 擬宝珠橋（ぎぼしはし）[11]
  - 櫓橋（やぐらはし）[11]
- 西水門橋